# Tobias Eniccelius
Tobias Eniccelius (Leskow, Bohèmia, nascut el primer terç del segle xvii) fou un compositor del Barroc. Era cantor de la capella a Flensburg (1655) i deu anys més tard passà a Tonningen per a desenvolupar les mateixes funcions. Posà música a les epístoles d'Opitz per als diumenges i dies de festa, va escriure: Die Friedensspende, bei angestelitenz offentlichen Dankfeste, in einer musikalischen Harmonie, als fünf Vocalstimmen, zwey Clarinen und zwey Violinen zu musiciren (Hamburg, 1660).